# Królestwo Iraku
Królestwo Iraku (arab. ‏المملكة العراقية‎) – historyczne państwo położone na Bliskim Wschodzie, na terenie obecnego Iraku, istniejące w latach 1932–1958.
Irak uzyskał niepodległość w roku 1932 na mocy porozumienia z Wielką Brytanią z 1930 roku. W latach 1936–1941 miało miejsce pięć zamachów stanu, doprowadzających do zmiany rządów. W 1941 roku Raszid Ali al-Kilani przeprowadził kolejny zamach stanu, zostając premierem w miejsce Nuri as-Sa’ida. W okresie od 18 kwietnia do 30 maja 1941 roku oddziały brytyjskie interweniowały zbrojnie w Iraku, w efekcie czego Nuri as-Said powrócił do władzy i utrzymał się na stanowisku do zabójstwa w 1958 roku.
W 1958 roku miała miejsce rewolucja 14 lipca, w wyniku której Irak stał się republiką, a plany zacieśnienia świeżo powołanej federacji z Jordanią upadły.